# Баришевський Володимир Іванович
Володимир Іванович Баришевський (5 листопада 1933, місто Миколаїв — 29 квітня 2003, місто Миколаїв) — український радянський діяч, новатор виробництва, старший кранівник, механік Миколаївського морського торгового порту. Герой Соціалістичної Праці (9.08.1963).

## Біографія
З 1952 до 1955 року служив у Радянській армії.
У 1956 році закінчив курси змінних бурових майстрів.
З травня 1956 до жовтня 1957 року — старший буровий майстер у будівельній організації.
З жовтня 1957 року працював учнем кочегара 2-ї вантажної дільниці Миколаївського морського торгового порту. Без відриву від виробництва засвоїв професію кранівника, був призначений кранівником, а потім старшим кранівником електричного портального крану Миколаївського морського торгового порту.
Ударник комуністичної праці з 1960 року. Очолюваний ним екіпаж став колективом комуністичної праці з 1961 року. У 1962 році брав участь у виконанні важливого урядового замовлення.
У 1964 році закінчив Миколаївський будівельний технікум за спеціальністю «технік-механік».
З 1967 до серпня 1968 року працював механіком малої механізації Миколаївського морського торгового порту.
Член КПРС з 1965 року.
З серпня 1968 року до виходу на пенсію — груповий механік одного із підрозділів Миколаївського морського торгового порту.
Помер 29 квітня 2003 року в місті Миколаєві.

## Нагороди
- Герой Соціалістичної Праці (9.08.1963)
- орден Леніна (9.08.1963)
- медалі